# İrfan Kahveci
İrfan Can Kahveci (ur. 15 lipca 1995 w Bayacie) – turecki piłkarz występujący na pozycji pomocnika w tureckim klubie Fenerbahçe SK oraz reprezentacji Turcji. Uczestnik Mistrzostw Europy 2020 i 2024.

## Sukcesy

### Klubowe
Gençlerbirliği SK
- Wicemistrz Turcji: 2016/2017
- Finalista Pucharu Turcji: 2016/2017

İstanbul Başakşehir
- Mistrz Turcji: 2019/2020
- Wicemistrz Turcji: 2018/2019
- Finalista Superpucharu Turcji: 2020